# Indo-Asian News Service

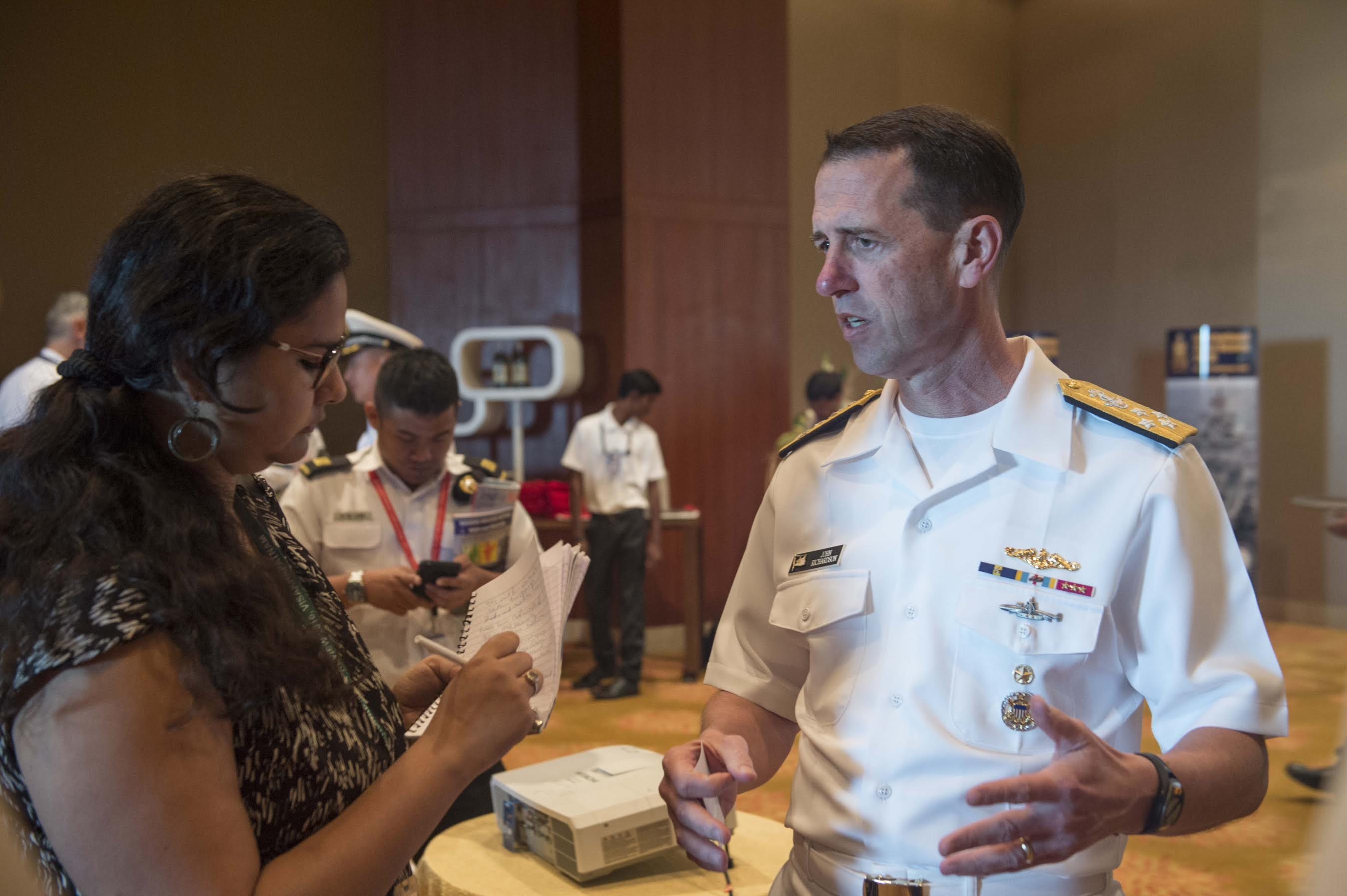
Начальник военно-морских операций адмирал Джон Ричардсон беседует с журналистом Анаджи Оджха из Indo-Asian News Service во время Международного смотра флота Индии (IFR) 2016 года.

Indo-Asian News Service, или IANS — частное индийское информационное агентство. Оно было основано в 1986 году американским издателем индийского происхождения Гопалом Раджу как India Abroad News Service («Служба новостей за рубежом Индии»), а позднее переименовано. В декабре 2023 года Adani Group, известная своими тесными связями с правящей партией Бхаратия джаната парти, приобрела контрольный пакет акций агентства, сделав его дочерней компанией AMG Media Networks, принадлежащей Adani. 
Главный офис IANS расположен в Ноиде, штат Уттар-Прадеш. Служба предоставляет подписчикам через интернет новости, мнения и аналитику со всего субконтинента о стране по широкому кругу тем. 
Хотя IANS в первую очередь известно как информационное агентство на английском и хинди, у него также есть издательское подразделение, которое в настоящее время выпускает газеты и периодические издания для других клиентов в медиаиндустрии. IANS также управляет мобильной службой новостей.